# Stânca (Comarna), Iași
Stânca este un sat în comuna Comarna din județul Iași, Moldova, România.